# Granada (Nikaragua)
Granada je jedno z nejvýznamnějších měst Nikaraguy. Je správní centrem stejnojmenného departementu Granada. Soustředí se zde obchod s dřevem, zlatem, stříbrem i jinými komoditami.

## Historie
Město založil už v roce 1524 Francisco Hernández de Córdoba a pojmenoval ho podle svého rodného španělského města Granada. Podle mnoha pramenů se jedná o nejstarší koloniální město ve středoamerickém regionu. Během koloniální nadvlády Španělů panovala mezi Granadou a dalším významným nikaragujským městem Leónem rivalita. Roku 1610 výbuch vulkánu Momotombo zničil město León a Granada získala dominantní postavení. V městě panoval čilý obchodní ruch s městy v Karibiku. Lodě z Karibiku připlouvaly řekou San Juan a jezerem Nikaragua. Granada byla a je přístav Atlantského oceánu, který je geograficky nejblíže Tichému oceánu. Město se několikrát stalo terčem útoku pirátů, kteří působili na jezeře.

## Turistika
Granada je z hlediska turistiky nejvýznamnější nikaragujské město. Má velice zachovalé historické jádro města, kde se nachází mnoho budov z koloniálního období. Mezi nejnavštěvovanější místa můžeme zařadit místní katedrálu a klášter.
Zároveň příroda okolo města je pro turisty atraktivní. Zajímavá místa jsou:
- Granadské ostrůvky (Isletas de Granada) - skupina malých ostrůvků v jezeře Nikaragua
- ostrovy Ometepe (Isla de Ometepe) a Zapatera (Isla de Zapatera)
- sopky Mombocho a Masaya

## Fotogalerie

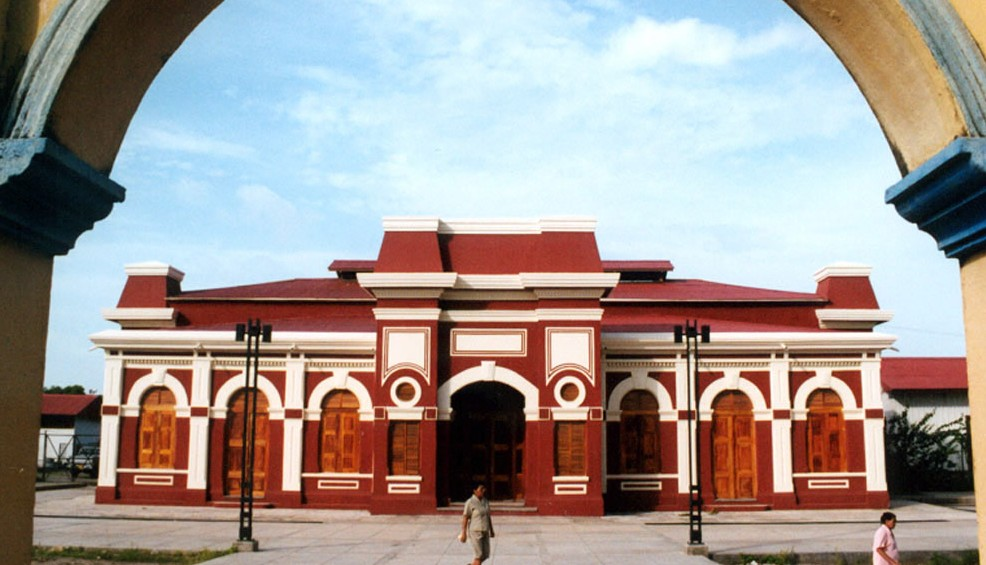
různé budovy v Granadě
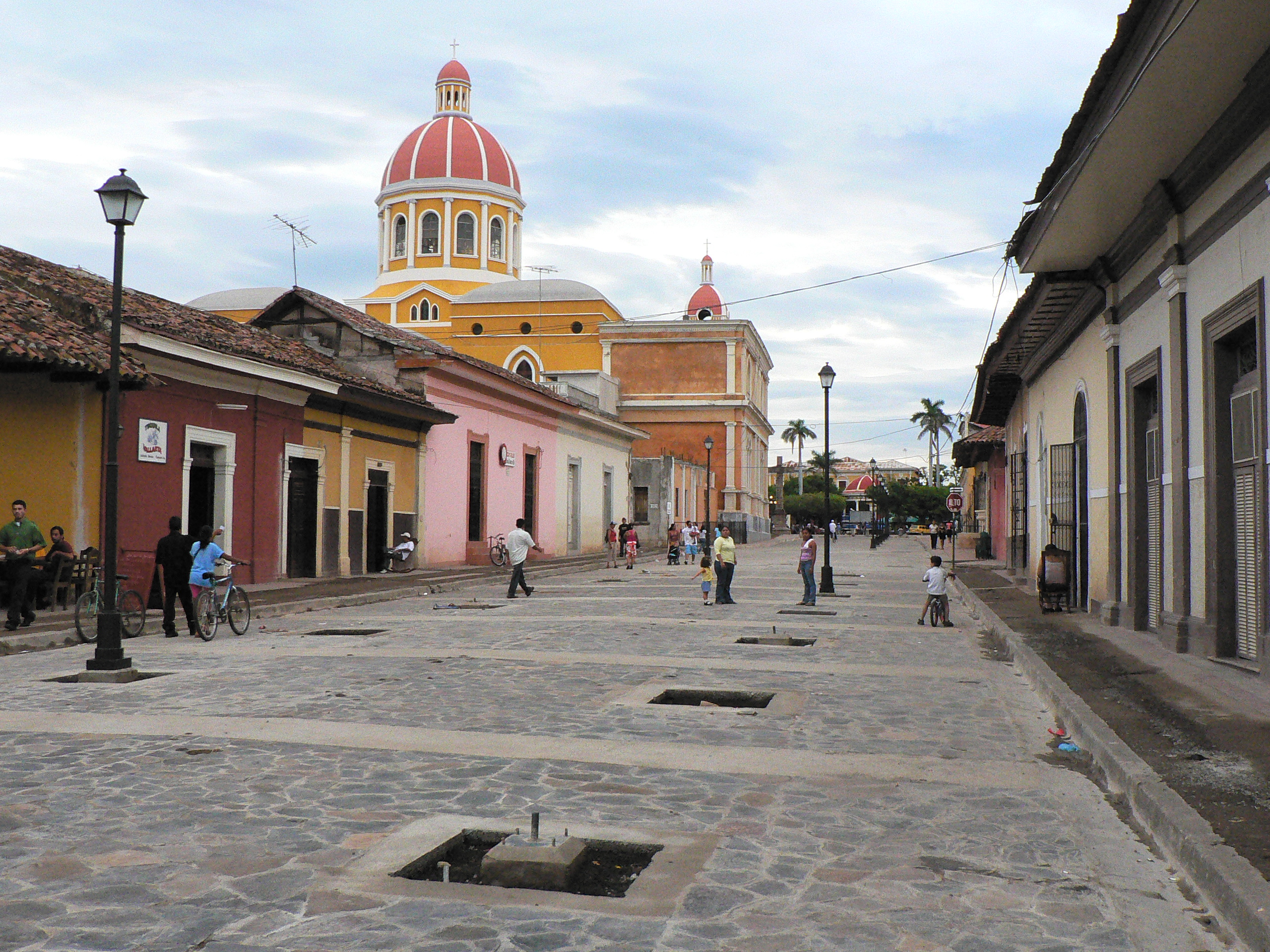
různé budovy v Granadě
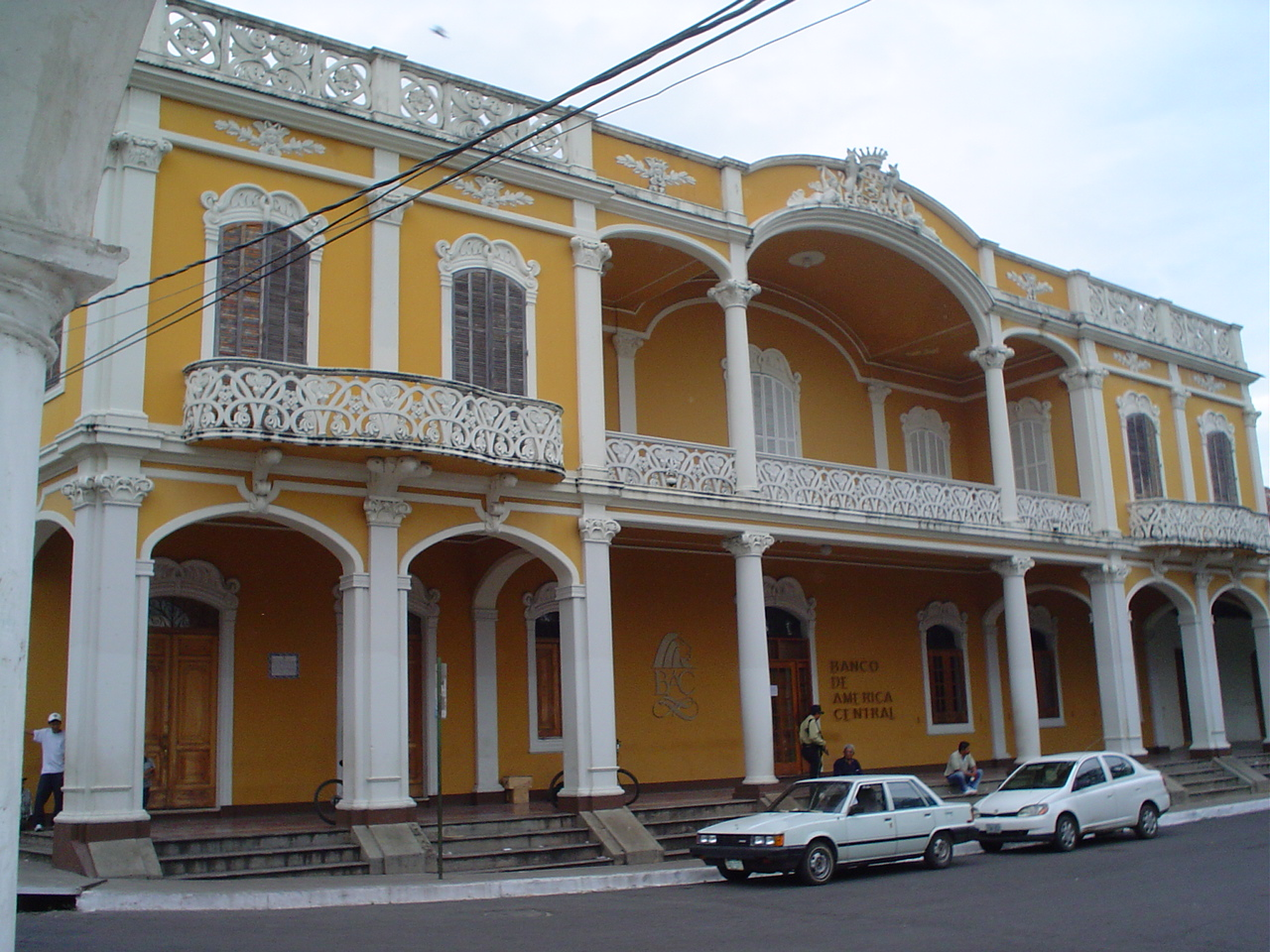
různé budovy v Granadě
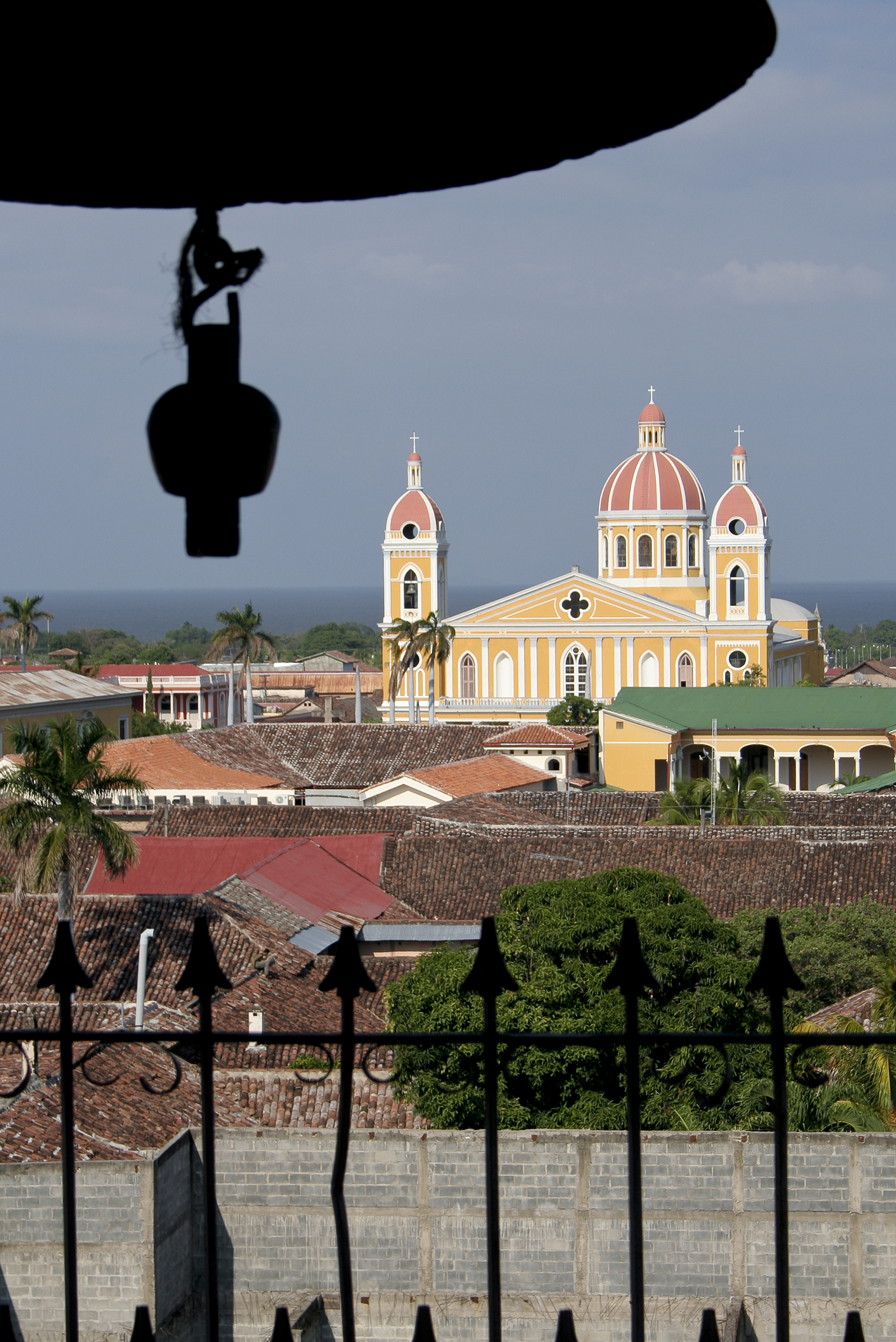
různé budovy v Granadě

## Partnerská města
- Tampa, USA
- Frankfurt nad Mohanem, Německo,